# Feliks Siemieński
Feliks Siemieński (ur. 30 sierpnia 1924, zm. 5 grudnia 2004) – polski prawnik, profesor nauk humanistycznych, nauczyciel akademicki Uniwersytetu im. Adama Mickiewicza w Poznaniu, specjalista w zakresie prawa konstytucyjnego.

## Życiorys
W 1951 ukończył studia na Katolickim Uniwersytecie Lubelskim. W 1959 na Uniwersytecie Marii Curie-Skłodowskiej uzyskał stopień naukowy doktora nauk humanistycznych. W 1973 nadano mu tytuł naukowy profesora nauk humanistycznych. Został profesorem na Wydziale Prawa i Administracji Uniwersytetu im. Adama Mickiewicza w Poznaniu.
Pod jego kierunkiem stopień naukowy doktora otrzymała Hanna Suchocka.
Został pochowany na Cmentarzu Junikowo w Poznaniu.

## Wybrane publikacje
- Prawo konstytucyjne : [podręcznik dla studentów wydziałów prawa i administracji] (1980)
- Podstawowe wolności prawa i obowiązki obywateli PRL (1979)
- Prawo konstytucyjne : [podręcznik dla studentów wydziałów prawa i administracji] (1978)
- Konstytucja i podstawowe akty ustrojowe Polskiej Rzeczpospolitej Ludowej : według stanu na dzień 1 października 1978 r. (red. nauk. wspólnie z: Wiesław Skrzydło, Jan Ziembiński, 1978)
- Prawo konstytucyjne (1976)
- Gminne rady narodowe i naczelnicy gmin : prawa i obowiązki : praca zbiorowa (red. nauk., 1974)
- Ustrój polityczny i społeczno-gospodarczy PRL : aparat państwowy PRL (1972)
- Geneza i rozwój państwa socjalistycznego w Polsce ; Ustrój polityczny i społeczno-gospodarczy PRL ; Aparat państwowy PRL (1969)
- Wykłady podstaw nauk politycznych. Cz. 2 (współautorzy: Włodzimierz Piotrowski, Adam Łopatka, 1966)
- Organy przedstawicielskie w systemie organów państwa socjalistycznego (1964)
- Niektóre zagadnienia systemu wyborczego do rad narodowych (1958)[5]